# 도망친 여자
《도망친 여자》는 2020년에 개봉한 대한민국의 영화이다. 홍상수 감독의 24번째 장편영화이며,  김민희와 7번째로 함께 한 작품이다. 제70회 베를린 국제 영화제 경쟁 부문에 초청됐으며, 은곰상 감독상을 수상했다.

## 줄거리
남편이 출장을 간 사이 ‘감희’는 세 명의 친구를 만난다. 두 명은 그녀가 그들의 집들을 방문한 것이고, 세 번째 친구는 극장에서 우연히 만났다. 우정의 대화가 이어지는 동안, 언제나처럼, 바다 수면 위와 아래로 여러 물결들이 독립적으로 진행되고 있다.

## 캐스팅
- 김민희: 감희 역
- 서영화: 영순 역
- 송선미: 수영 역
- 김새벽: 우진 역
- 이은미: 영지 역
- 권해효: 정 선생 역
- 신석호: 고양이 남자 역
- 하성국: 젊은 시인 역
- 달시 파켓: 외국인관객 역
- 강이서: 면접여자 역
- 조소연: 직원 역

## 수상 목록
- 2020년 제40회 한국영화평론가협회상 국제비평가연맹 한국본부상(홍상수)
- 2020년 제40회 한국영화평론가협회상 영평 10선(도망친 여자)

## 같이 보기
- 2020년 대한민국의 영화 목록